# 103 Hera
Hera é um asteroide de n º 103 descoberto pelo astrônomo canadense James Craig Watson no dia 7 de setembro de 1868 no Observatório Detroit, na cidade de Ann Arbor (EUA).
É nomeado em homenagem á deusa grega Hera, filha de Cronos e Reia, irmã e também esposa de Zeus. A deusa grega Hera tem o nome de Juno no Panteão romano, que por sua vez o nome Juno foi registrado em outro asteroide.